# Koteba national du Mali
Après avoir travaillé sur des pièces classiques d’auteurs dramatiques maliens, africains et étrangers dès sa création en 1969, le groupe dramatique Kotéba National du Mali s’est résolument engagé en 1979 dans la recherche d’une forme d’expression théâtrale traditionnelle en milieu bambara faite de chants, de danses, de comédies burlesques et de satires bouffonnes : le kotéba. La mission du groupe dramatique : la promotion du théâtre en général et malien en particulier par la revalorisation des formes traditionnelles du théâtre populaire national. Le groupe dramatique Kotéba National est aujourd’hui résolument engagé dans l’adaptation judicieuse des techniques modernes en usage dans le monde du spectacle aux formes d’expressions dramatiques du peuple malien.

## Répertoire
- 1969 : La Mort de Chaka (Seydou Badjan Kouyaté)
- 1970 : Une si belle leçon de patience (Mansa M. Diabaté)
- 1972 : La Grande Prédiction
- 1972 : La Diaspora noire
- 1972 : Nègres, qu’avez-vous fait ? (Alkaly Kaba)
- 1972 : Les Hommes de Backchich
- 1976 : Les Gens des Marais (Wolé Soyinka)
- 1979 : Au mystérieux pays de Kaïdara (Amadou H. Bâ)
- 1979 : Kotè Tulon I « Cè tè malo »
- 1979 : On joue la comédie (Senouvo Agbota Zinsou) Togo
- 1980 : Kotè tlon II « Angoisses paysannes »
- 1983 : Kotè tlon III « Fugula nafama et Bura Musa Jugu »
- 1986 : Bougounieri
- 1988 : Wari (Ousmane Sow)
- 1989 : Féréké nyamibugu
- 1991 : Ansigué (Abdoulaye Diawara)
- 1996 : La Prise de Sikasso (Dr Abdoulaye Diallo)
- 1998 : I Kofle (création collective)
- 1998 : De l’Éden au Mandé (Massa Makan Diabaté)
- 1998 : Samanyana Basi (super production)
- 1999 : Kun cèma turuni (création collective)
- 2000 : La Valeur d’un serment (Younouss Touré)
- 2000 : Mali Sadio (Fily Dabo Sissoko)
- 2001 : Kaïdara (Ousmane Sow et Gabriel Magma Konaté)
- 2002 : Politiki kèlè (Gabriel Magma Konaté)
- 2003 : Bakari jan et Bilisi (adaptation de Gabriel Magma Konaté)
- 2006 : Les Fous démocrates
- 2008 : Dugubakonoko

## Tournées
Au niveau national
De nombreuses tournées à l’intérieur, sillonnant l’ensemble du territoire. En moyenne dix représentations par mois.
Au niveau international
- Participation au festival de la jeunesse francophone 1974
- Participation au festival Mondial du théâtre amateur (Monaco) 1981
- Tournée d’échanges culturels en République de Côte d’Ivoire 1981
- Participation au festival international de théâtre pour le développement FITD, 3e édition (Ansigué).
- Participation au festival international du théâtre pour le développement (La Prise de Sikasso et Les Aveugles voleurs) 4e édition

## Palmarès
- Lauréat du 12e concours théâtral inter-africain (théâtre vivant) 1982
- Prix interprétation masculine collective des journées théâtrales de Carthage 1983